# 1632 au théâtre
| Années du théâtre : 1629 - 1630 - 1631 - 1632 - 1633 - 1634 - 1635    |
| Décennies du théâtre : 1600 - 1610 - 1620 - 1630 - 1640 - 1650 - 1660 |

## Événements
- novembre : publication du Histriomastix de l'avocat puritain anglais William Prynne, ouvrage qui condamne les pièces de théâtre et la danse, jugées indécentes, et la présence d'actrices sur scène. Certains passages attaquent directement la reine Henriette-Marie de France et le roi d'Angleterre Charles Ier ; Prynne est jeté en prison en février 1633[1].

## Pièces de théâtre publiées
- Première édition du théâtre complet de John Lyly : Six Court Comedies, Londres, Edward Blount.
- Richemont-Banchereau, L'Espérance glorieuse Lire sur Gallica et Les Passions esgarées, ou le Roman du temps Lire sur Gallica, deux tragi-comédies, Paris, Claude Collet.
- Publication du second recueil des œuvres théâtrales de William Shakespeare, le Second Folio (en), Londres, Thomas Cotes.

## Naissances
- 18 février (baptême) : Françoise Pascal, poétesse, peintre et dramaturge française, morte après 1698.
- 7 novembre : André Trochon, dit Beaubourg, comédien français, mort avant mars 1679.

## Décès
- 25 août : Thomas Dekker, dramaturge anglais, né vers 1572.
- Date précise non connue :
  - Alexandre Hardy, dramaturge français, auteur de 600 pièces, né vers 1570.